# Bilapora Timur
Bilapora Timur is een bestuurslaag in het regentschap Sumenep van de provincie Oost-Java, Indonesië. Bilapora Timur telt 1283 inwoners (volkstelling 2010).